# 崔妃 (秦王妃)
崔妃（6世纪—600年），名失考，崔弘度的妹妹，隋文帝第三子秦王杨俊之妻，废帝杨浩之母。
史书没有记载崔氏的生年和婚年。586年，崔氏生下一子，隋文帝大喜，赏赐官员。杨俊有巧思，常常亲运斤斧，工巧之器，饰以珠玉，曾为崔妃作七宝帐、水殿，香涂粉壁，玉砌金阶，梁柱楣栋之间，周以明镜，间以宝珠，极尽荣饰之美。但杨俊多有姬妾，崔氏嫉妒，下毒谋杀丈夫。事发，崔氏被处死，她的儿子杨浩也受连坐，取消了世子资格。
隋炀帝时期，开恩允许侄子杨浩继承爵位为秦王。618年3月，炀帝在江都被弑，杨浩被宇文化及立为傀儡皇帝，没有能追尊父母。半年后的9月，宇文化及废黜杨浩，自立为皇帝，并将杨浩毒死。